# Марк Валерий Месала Месалин
Вижте пояснителната страница за други личности с името Марк Валерий Месала.
Марк Валерий Месала Месалин (на латински: Marcus Valerius Messalla Messallinus) e политик на ранната Римска империя.

## Биография
Той е син на големия оратор Марк Валерий Месала Корвин и Калпурния, дъщеря на Марк Калпурний Бибул.
През 3 пр.н.е. той става консул заедно с Луций Корнелий Лентул. После през 6 г. става управител (praepositus) на провинция Илирия, Далмация и Панония и с XX Победоносен Валериев легион потушава панонското въстание и бунтуващите се Бато и Пинес. За успехите си получава триумф.
Той се жени за Клавдия Марцела Младша, племенница на Август, неин втори брак. Техните деца са Марк Валерий Месала Барбат (консул 20 г.) и Валерия, която се омъжва за Луций Випстан Гал (претор 17 г.).
Чрез сина си той е дядо на Марк Валерий Месала Корвин (консул 58 г.) и на римската императрица Валерия Месалина, третата съпруга на император Клавдий.